# T'Pau (Star Trek)
T'Pau is een invloedrijke filosofe en leidster in de geschiedenis van Vulcan uit de serie Star Trek. Ze komt in verschillende episodes van verschillende series voor.

## Biografie
T'Pau was een volgelinge van Syran. Syran (en zijn Syranieten) waren ervan overtuigd dat de machthebbende Vulcans in de 22ste eeuw de leer van Surak verloren hadden. Na de dood van Syran nam zij de leiding over van deze beweging die steeds meer invloed begon te verwerven in de Vulcaanse maatschappij.
Ze is de enige die ooit de eer geweigerd heeft deel uit te maken van de Federatieraad. Sommigen namen aan dat T'Pau zich niet wilde inlaten met dergelijke wereldse zaken maar de stroeve vroege geschiedenis van de relaties tussen Vulcan en de Aarde is wellicht een betere verklaring voor deze beslissing.

## Karakter
In de eerste aflevering waarin zij verscheen, 'Amok Time' in de oorspronkelijke serie, werd T'Pau gepresenteerd als een prominent politiek en gerespecteerd sociaal persoon. In de serie Star Trek: Enterprise, die zich zo'n 100 jaar vóór de oorspronkelijke serie afspeelt, leidt ze een groep pacifisten en speelt ze een bepalende rol in het afzetten van de corrupte High Council. Kaja Gjelde van Women at Warp vond het jammer dat ondanks de invloed die T'Pau had op de sociopolitieke hervormingen op Vulcan, zij later tradities in stand hield waaronder het huwelijk dat in de Vulcangemeenschap vrouwen tot bezit maakt.

## Invloed
De Engelse popgroep T'Pau is vernoemd naar het personage.